# Вамуш Ірина Андріївна
Вамуш Ірина Андріївна. — (нар. 10.02.1929, с. Вашківці, нині Сокирянського району Чернівецької області) — новатор сільськогосподарського виробництва, кавалер ордена Леніна.

## Біографія
Народилася 10 лютого 1929 року в с. Вашківці Хотинського повіту Бессарабії, нині Сокирянського району Чернівецької області. Впродовж 1959—1987 рр. працювала дояркою у місцевому колгоспі, відтак радгоспі «Маяк». Була учасницею Виставки досягнень народного господарства (ВДНГ) у Москві. Вела трудове суперництво з майстром машинного доїння корів Спаського району Рязанської області Російської Федерації Раїсою Іванівною Секачовою. За високі виробничі показники премійована автомобілем «Москвич-412».

## Відзнаки, нагороди
- Орден Трудового Червоного Прапора (1973).
- Орден Леніна (1975).
- Найкращий тваринник області 1977 року.
- «Майстер золоті руки» (1979).
- Бронзова медаль ВДНГ.
- Срібна медаль ВДНГ.
- Золота медаль ВДНГ.